# Mark R. Herring

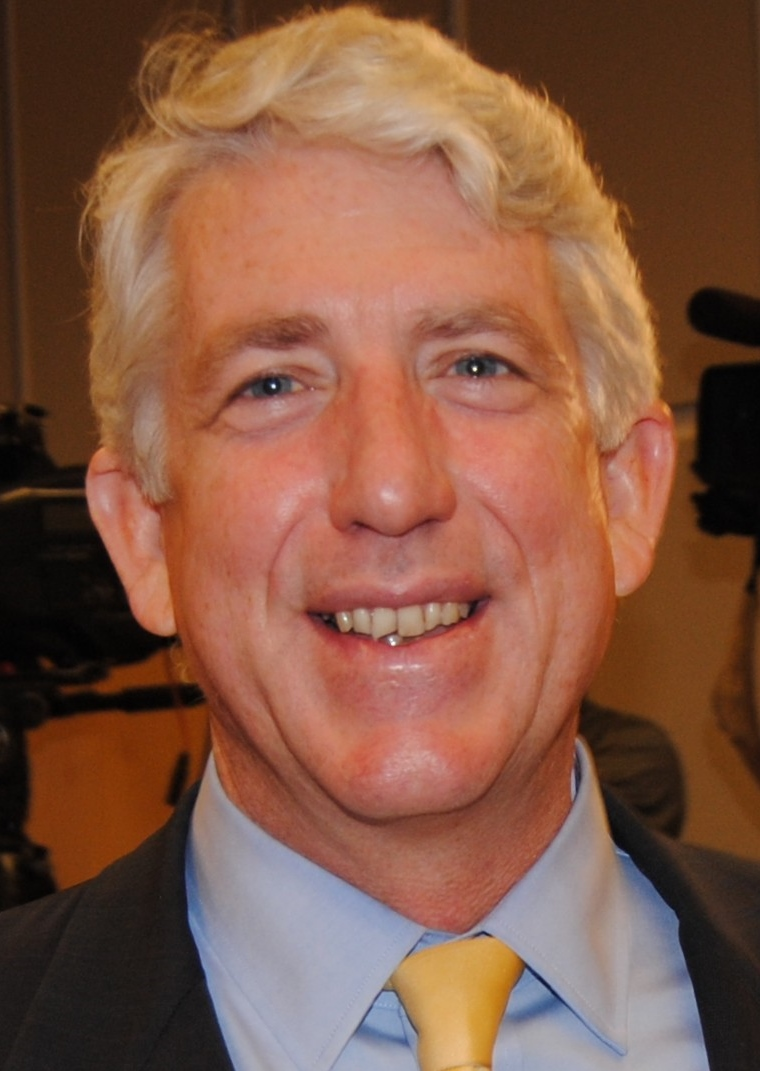
Mark R. Herring (2013)

Mark Rankin Herring (* 25. September 1961 in Johnson City, Tennessee) ist ein US-amerikanischer Politiker (Demokratische Partei). Von 2006 bis 2014 saß er im Senat von Virginia und vertrat dort den 33. Distrikt. Seit Januar 2014 ist er Attorney General von Virginia.

## Leben
Herring studierte an der University of Virginia und erhielt dort 1983 einen Bachelor of Arts sowie 1986 einen Master of Arts. An der Law School der University of Richmond erhielt er 1990 seinen Juris Doctor cum laude. Herring praktizierte nun in Leesburg als Rechtsanwalt. Später gründete er die Anwaltskanzlei Herring & Turner, P.C. Von 1992 bis 1999 war der Staatsanwalt (Town Attorney) von Lovettsville.
Seine politische Karriere begann 1999, als er in das Loudoun County Board of Supervisors gewählt wurde. Diesem gehörte er von 2000 bis 2003 an. Im Jahr 2006 wurde er erstmals in den Senat von Virginia gewählt. Die Nachwahl war nötig geworden, um den vakanten Sitz von Bill Mims neu zu besetzen. Bei den nächsten regulären Wahlen 2007 und 2011 konnte er jeweils sein Mandat verteidigen. Im Jahr 2013 gewann er die Wahl zum Attorney General seines Staates gegen den Republikaner Mark Obenshain und wurde damit Nachfolger von Ken Cuccinelli. Die Nachwahl zur Neubesetzung seines vakanten Senatssitzes gewann Herrings Parteikollegin Jennifer Wexton.
Herring ist verheiratet und hat zwei Kinder, einen Sohn und eine Tochter.